# Barrett (album)
Barrett è il secondo e ultimo album in studio dell'ex componente dei Pink Floyd Syd Barrett, pubblicato nel dicembre 1970 dalla Harvest Records in Gran Bretagna e dalla Capitol Records negli Stati Uniti. Nessun singolo venne estratto dal disco.

## Il disco
Nel febbraio 1970, poco dopo la pubblicazione del primo album The Madcap Laughs, Barrett fece un'apparizione nello show radiofonico di John Peel Top Gear dove presentò soltanto una canzone del nuovo album. Due giorni dopo cominciò a lavorare al secondo album agli Abbey Road Studios, questa volta con i membri dei Pink Floyd David Gilmour e Rick Wright come produttori e musicisti. Loro principale intento era quello di permettere a Syd di focalizzare e strutturare al meglio il suo lavoro. Le sedute di registrazione si svolsero infatti in maniera più efficiente e meno dispersiva rispetto al precedente The Madcap Laughs.
Il 6 giugno 1970 Barrett diede il suo primo ed unico concerto come solista, seguito da David Gilmour e Jerry Shirley. Ma al quarto brano Barrett stupì tutti slacciandosi la chitarra ed allontanandosi dal palco.
A peggiorare le cose fu anche lo scarso successo riscosso da questo suo secondo disco. Barrett annoiato e senza direzione lasciò Londra per ritornare a Cambridge, sua città natale, e dopo qualche tentativo di riformare un nuovo gruppo decise di lasciare per sempre la carriera musicale.

### Registrazione

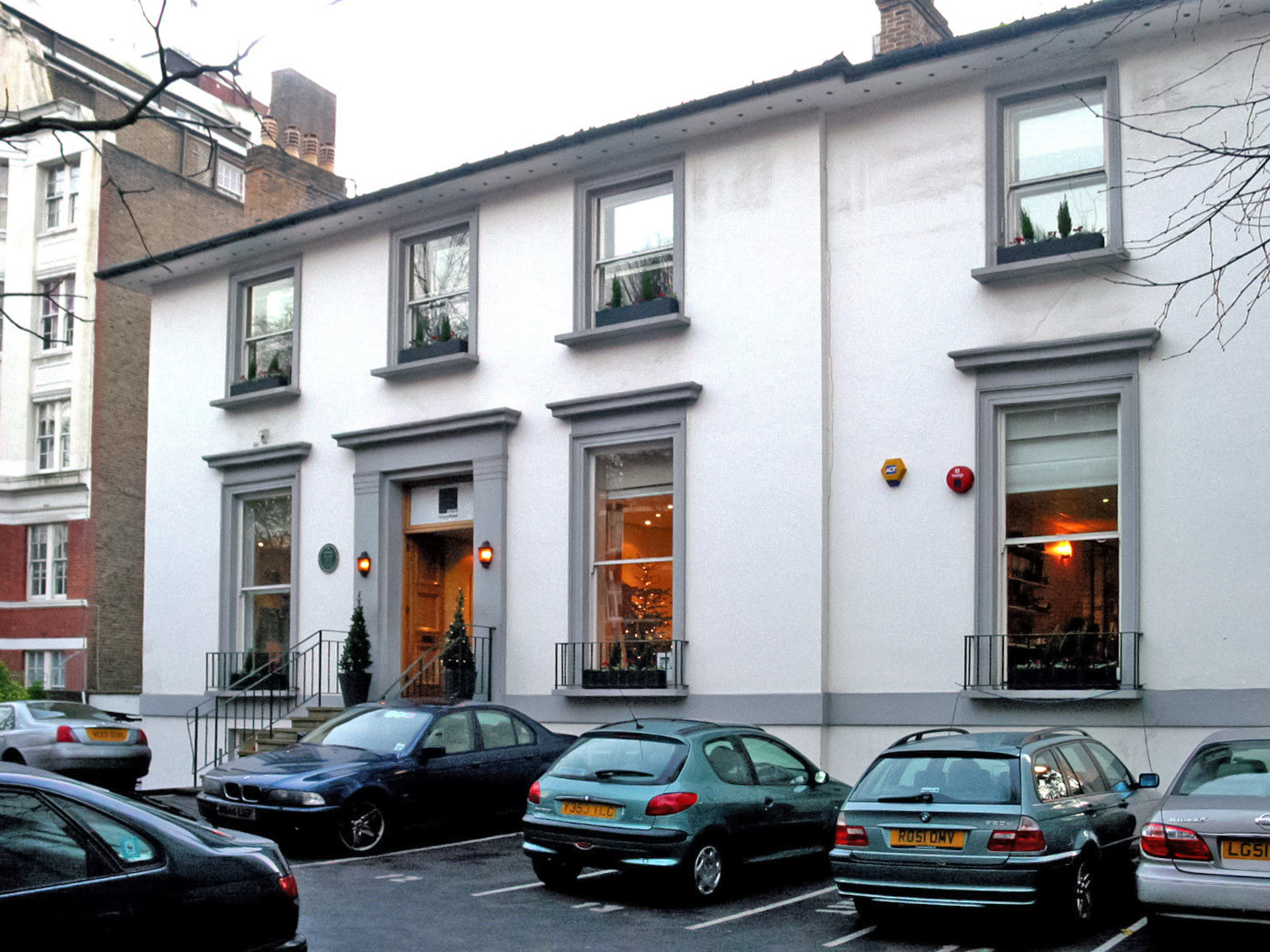
Le sessioni di registrazione si tennero agli Abbey Road Studios

La prima seduta ebbe luogo il 26 febbraio, tre delle prime canzoni incise compiutamente furono Baby Lemonade, Maisie e Gigolo Aunt. Completata Baby Lemonade, furono registrate 2 take di Maisie prima che Barrett si accingesse ad incidere ben 15 take di Gigolo Aunt (di queste 15 solo tre poterono dirsi complete: la take 7, la 9, e la 15. La take 9 venne inclusa successivamente su Opel, mentre l'ultima apparve sull'album). Il giorno successivo, furono incisi nastri demo di Wolfpack, Waving My Arms in the Air, Living Alone e Bob Dylan Blues. Queste ultime due tracce non trovarono posto nella versione finale dell'album. David Gilmour si portò a casa i nastri dei brani scartati. A tal proposito disse: «Quelle sessioni furono fatte troppo velocemente. Eravamo in giro a fare concerti ogni giorno e dovevo ritagliare un momento libero per ficcarci dentro una seduta in studio. Probabilmente portai a casa i nastri per ascoltarli e mi dimenticai semplicemente di riportarli in studio. Non erano missaggi definitivi. Syd li aveva scartati, così me li portai a casa io». Bob Dylan Blues, uno dei migliori "inediti" di Syd Barrett, sarebbe stata inclusa nella raccolta Wouldn't You Miss Me? del 2001. Tranne qualche aggiustamento a Gigolo Aunt, Barrett non avrebbe fatto ritorno agli Abbey Road Studios fino al 1º aprile, perché i Pink Floyd dovevano lavorare al loro album del 1970, Atom Heart Mother. In varie occasioni, Barrett avrebbe "spiato" la sua vecchia band durante le sedute di registrazione del loro nuovo album. Inoltre, Barrett apportò qualche lieve modifica a una sua canzone, Wolfpack, prima che le sessioni fossero posticipate al 5 giugno, stavolta perché Gilmour e Wright erano in tour con i Pink Floyd negli Stati Uniti.
Il 5 giugno, Barrett registrò un numero imprecisato di demo per tre canzoni: Rats, Winded and Dined, e Birdie Hop. Il nastro demo di Rats, divenne la base per la traccia apparsa sull'album, con ulteriori sovraincisioni da parte degli altri musicisti, nonostante le variazioni di tempo. Due giorni dopo, il 7 giugno, Barrett registrò Milky Way, Millionaire, e qualche sovraincisione su Rats. Millionaire si intitolava in origine She Was a Millionaire, ed avrebbe dovuto essere un brano dei Pink Floyd, ma era stato scartato dal gruppo. Barrett registrò due tentativi prima di rinunciare a completare la canzone. Poi ebbe luogo un'altra pausa di lavorazione che durò fino al 14 luglio, dove Barrett incise qualche take di Effervescing Elephant, mentre Gilmour effettuò numerose sovraincisioni al demo di Wined and Dined. Tre take di Dominoes furono completate (la 1 & la 2, più una falsa partenza che una take completa, finirono sul cofanetto antologico Crazy Diamond). insieme a un numero imprecisato di take di Love Song (all'epoca ancora senza titolo), Dolly Rocker e Let's Spilt (entrambe inserite nella compilation Opel del 1988). Il 21 luglio, Barrett lavorò a un'altra traccia senza titolo (successivamente intitolata Word Song), incidendone una sola take (esclusa dall'album ed inserita invece in Opel), prima di passare a registrare 5 take di It Is Obvious (originariamente intitolata Mind Shot), la prima delle quali sarebbe stata inclusa in Barrett. La seconda take (con Barrett alla chitarra elettrica) venne poi inserita in Crazy Diamond, mentre le take 3 & 5 (la prima con Barrett alla chitarra acustica e un andamento molto più blues) furono anch'esse inserite come bonus track alla versione di Opel presente nel box set. In seguito Barrett apportò modifiche a due tracce già registrate in precedenza: Maisie, e Waving My Arms in the Air (che adesso sfociava direttamente in I Never Lied to You).

### Copertina
La copertina dell'album venne disegnata da Barrett stesso; si tratta di un suo dipinto raffigurante degli insetti, risalente ai molti disegni fatti da lui quando era uno studente d'arte a Cambridge, anni prima.

### Pubblicazione ed accoglienza
Barrett venne pubblicato nel novembre 1970 riscuotendo minor interesse rispetto al precedente The Madcap Laughs, e fallì l'entrata in classifica. Voci di altri singoli e di un terzo album circolarono per i mesi seguenti senza trovare conferme. Da parte sua Barrett non fece molto per promuovere il disco, affermando nel corso di un'intervista: «Le canzoni devono raggiungere un certo standard, che in Madcap viene raggiunto probabilmente un paio di volte... In quest'altro disco solo un po', solo una eco». L'anno successivo (1971), Barrett non lavorò a nessun progetto musicale e rilasciò la sua ultima intervista a Mick Rock, che lo fotografò per Rolling Stone.
Nel 1974 l'album venne ristampato su doppio LP accorpato a The Madcap Laughs sull'onda del rinnovato interesse per Barrett seguito al successo arriso a The Dark Side of the Moon dei Pink Floyd.

## Tracce
Testi e musiche di Syd Barrett.
1. Baby Lemonade – 4:10 – Take 1, registrata il 26 febbraio 1970
2. Love Song – 3:03 – Take 1, registrata il 17 luglio 1970, sovraincisioni aggiunte il 17 luglio
3. Dominoes – 4:08 – Take 3, registrata il 14 luglio 1970
4. It Is Obvious – 2:59 – Take 1, registrata il 17 luglio 1970, sovraincisioni aggiunte il 20 luglio
5. Rats (demo) – 3:00 – Registrata il 7 maggio 1970, sovraincisioni aggiunte il 5 giugno
6. Maisie – 2:51 – Take 2, registrata il 26 febbraio 1970
7. Gigolo Aunt – 5:46 – Take 15, registrata il 17 febbraio 1970, sovraincisioni aggiunte il 2 aprile
8. Waving My Arms In The Air – 2:09 – Take 1, registrata il 27 febbraio 1970, sovraincisioni e nuova traccia vocale 2 aprile
9. I Never Lied To You – 1:50 – Take 1, registrata il 27 febbraio 1970, sovraincisioni e nuova traccia vocale 2 aprile
10. Wined And Dined – 2:58 – Take 10, registrata il 14 luglio 1970
11. Wolfpack – 3:41 – Take 2, registrata il 3 aprile 1970
12. Effervescing Elephant – 1:52 – Take 9, registrata il 14 luglio 1970

### Bonus tracks ristampa CD 1993
Nel 1993, Barrett è stato ristampato con diverse tracce bonus con registrazioni alternative.
1. Baby Lemonade (Take 1) – 3:46 – Registrata il 26 febbraio 1970
2. Waving My Arms In The Air (Take 1) – 2:13 – Registrata il 26 febbraio 1970
3. I Never Lied to You (Take 1) – 1:48 – Registrata il 27 febbraio 1970
4. Love Song (Take 1) – 2:32 – Registrata il 14 luglio 1970
5. Dominoes (Take 1) – 0:40 – Registrata il 14 luglio 1970
6. Dominoes (Take 2) – 2:36 – Registrata il 14 luglio 1970
7. It Is Obvious (Take 2) – 3:51 – Registrata il 17 luglio 1970

## Formazione
- Syd Barrett – voce, chitarre
- Richard Wright – tastiere, pianoforte, armonium, organo, cori
- Vic Saywell – tuba
- David Gilmour – basso in Baby Lemonade; cori; organo addizionale in It Is Obvious e Gigolo Aunt, organo in Wined and Dined; batteria in Dominoes
- Jerry Shirley – batteria, percussioni
- John Wilson – batteria
- Willie Wilson – percussioni

Personale tecnico
- Peter Bown – addetto al mixaggio.